# Landkreis Marktoberdorf

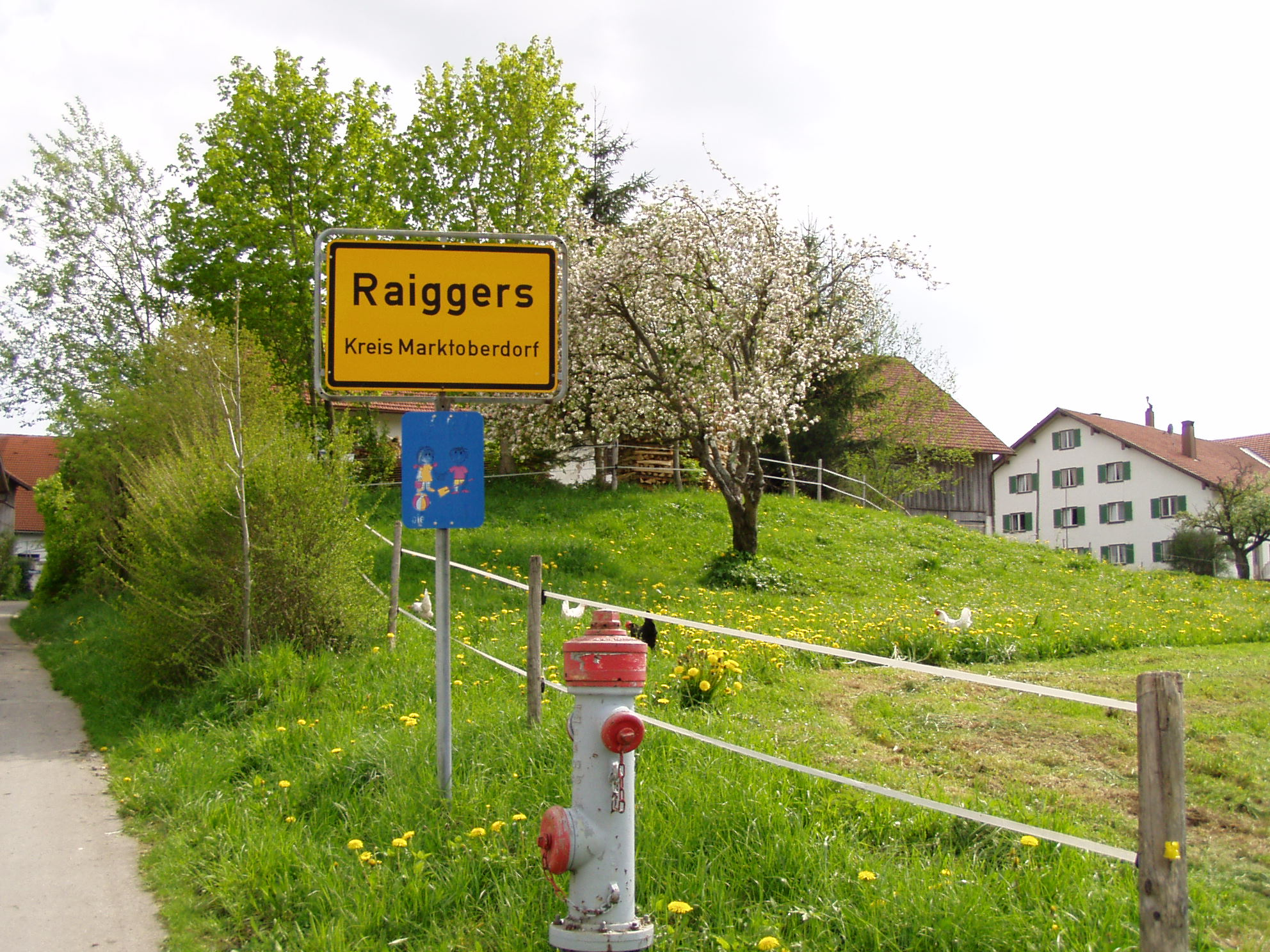
Altes Ortsschild: Landkreis Marktoberdorf

Der Landkreis Marktoberdorf gehörte zum bayerischen Regierungsbezirk Schwaben. Vor der Gebietsreform in Bayern Anfang der 1970er Jahre umfasste er 37 Gemeinden. Das ehemalige Kreisgebiet liegt heute größtenteils im Landkreis Ostallgäu.

## Geographie

### Wichtige Orte
Die größten Orte waren Marktoberdorf, Obergünzburg, Unterthingau und Aitrang.

### Nachbarkreise
Anfang 1972 grenzte der Landkreis im Uhrzeigersinn im Norden beginnend an die Landkreise Mindelheim und Kaufbeuren, an die kreisfreie Stadt Kaufbeuren sowie an die Landkreise Schongau, Füssen, Kempten (Allgäu) und Memmingen.

## Geschichte

### Bezirksamt
Das Bezirksamt Oberdorf wurde im Jahr 1862 durch den Zusammenschluss der Landgerichte älterer Ordnung Oberdorf und Obergünzburg gebildet.
Anlässlich der Reform des Zuschnitts der bayerischen Bezirksämter erhielt das Bezirksamt Oberdorf am 1. Januar 1880 die Gemeinde Lengenwang des Bezirksamtes Füssen.
Am 26. Februar 1898 wurde das Bezirksamt Oberdorf in Bezirksamt Markt Oberdorf umbenannt.

### Landkreis
Am 1. Januar 1939 wurde wie sonst überall im Deutschen Reich die Bezeichnung Landkreis eingeführt. So wurde aus dem Bezirksamt der Landkreis Marktoberdorf (amtlich Markt Oberdorf).
Am 1. Juli 1972 wurde der Landkreis Marktoberdorf im Zuge der Gebietsreform in Bayern umgestaltet. Seine Gemeinde Ingenried wurde dem Landkreis Weilheim-Schongau im Regierungsbezirk Oberbayern zugeordnet. Die übrigen Gemeinden wurden mit dem größten Teil des Landkreises Kaufbeuren sowie dem Landkreis Füssen zum neuen Landkreis Marktoberdorf zusammengefasst, der am 1. Mai 1973 in Landkreis Ostallgäu umbenannt wurde.

### Landräte
- 1938–1940: Oskar Nattermann (NSDAP)
- 1942–1945: Jakob Pirro (NSDAP)

## Einwohnerentwicklung
| Jahr | Einwohner | Quelle |
| ---- | --------- | ------ |
| 1864 | 19.452    | [ 6 ]  |
| 1885 | 21.744    | [ 7 ]  |
| 1900 | 23.443    | [ 8 ]  |
| 1910 | 25.582    | [ 8 ]  |
| 1925 | 26.885    | [ 9 ]  |
| 1939 | 25.240    | [ 10 ] |
| 1950 | 40.846    | [ 11 ] |
| 1960 | 38.000    | [ 12 ] |
| 1971 | 41.900    | [ 13 ] |

## Gemeinden
Die 37 Gemeinden des Landkreises Marktoberdorf vor der Gemeindereform. Heute noch existierende Gemeinden sind fett geschrieben.

Landkreis Marktoberdorf, Gemeindegrenzenkarte von 1961

| frühere Gemeinde         | heutige Gemeinde      | heutiger Landkreis          |
| ------------------------ | --------------------- | --------------------------- |
| Aitrang                  | Aitrang               | Landkreis Ostallgäu         |
| Altdorf                  | Biessenhofen          | Landkreis Ostallgäu         |
| Bayersried               | Eggenthal             | Landkreis Ostallgäu         |
| Bernbach                 | Bidingen              | Landkreis Ostallgäu         |
| Bertoldshofen            | Marktoberdorf         | Landkreis Ostallgäu         |
| Bidingen                 | Bidingen              | Landkreis Ostallgäu         |
| Blöcktach                | Friesenried           | Landkreis Ostallgäu         |
| Burg                     | Obergünzburg          | Landkreis Ostallgäu         |
| Ebenhofen                | Biessenhofen          | Landkreis Ostallgäu         |
| Ebersbach                | Obergünzburg          | Landkreis Ostallgäu         |
| Friesenried              | Friesenried           | Landkreis Ostallgäu         |
| Geisenried               | Marktoberdorf         | Landkreis Ostallgäu         |
| Görisried                | Görisried             | Landkreis Ostallgäu         |
| Hopferbach               | Untrasried            | Landkreis Ostallgäu         |
| Huttenwang               | Aitrang               | Landkreis Ostallgäu         |
| Immenthal                | Günzach               | Landkreis Ostallgäu         |
| Ingenried                | Ingenried             | Landkreis Weilheim-Schongau |
| Kraftisried              | Kraftisried           | Landkreis Ostallgäu         |
| Lengenwang               | Lengenwang            | Landkreis Ostallgäu         |
| Leuterschach             | Marktoberdorf         | Landkreis Ostallgäu         |
| Marktoberdorf, Stadt     | Marktoberdorf         | Landkreis Ostallgäu         |
| Obergünzburg, Markt      | Obergünzburg          | Landkreis Ostallgäu         |
| Oberthingau              | Unterthingau          | Landkreis Ostallgäu         |
| Reinhardsried            | Unterthingau          | Landkreis Ostallgäu         |
| Remnatsried              | Stötten a.Auerberg    | Landkreis Ostallgäu         |
| Rettenbach a.Auerberg    | Rettenbach a.Auerberg | Landkreis Ostallgäu         |
| Rieder                   | Marktoberdorf         | Landkreis Ostallgäu         |
| Ronsberg, Markt          | Ronsberg              | Landkreis Ostallgäu         |
| Ruderatshofen            | Ruderatshofen         | Landkreis Ostallgäu         |
| Steinbach                | Stötten a.Auerberg    | Landkreis Ostallgäu         |
| Stötten a.Auerberg       | Stötten a.Auerberg    | Landkreis Ostallgäu         |
| Sulzschneid              | Marktoberdorf         | Landkreis Ostallgäu         |
| Thalhofen an der Wertach | Marktoberdorf         | Landkreis Ostallgäu         |
| Unterthingau, Markt      | Unterthingau          | Landkreis Ostallgäu         |
| Untrasried               | Untrasried            | Landkreis Ostallgäu         |
| Wald                     | Wald                  | Landkreis Ostallgäu         |
| Willofs                  | Obergünzburg          | Landkreis Ostallgäu         |

## Kfz-Kennzeichen
Am 1. Juli 1956 wurde dem Landkreis bei der Einführung der bis heute gültigen Kfz-Kennzeichen das Unterscheidungszeichen MOD zugewiesen. Die Kfz-Kennzeichen der Landkreise Marktoberdorf und Füssen (FÜS) blieben nach der Auflösung dieser Landkreise am 1. Juli 1972 noch für einige Jahre gültig. Insbesondere wegen heftiger Proteste aus dem vormaligen Landkreis Füssen galt erst seit dem 1. August 1979 für den gesamten Landkreis uneingeschränkt das Kfz-Kennzeichen OAL.
Seit dem 10. Juli 2013 ist das Unterscheidungszeichen MOD im Landkreis Ostallgäu wieder erhältlich (Kennzeichenliberalisierung).